# Coptocephala zhaosuensis
Coptocephala zhaosuensis is een keversoort uit de familie bladkevers (Chrysomelidae). De wetenschappelijke naam van de soort werd in 1985 gepubliceerd door Tan in Huang, Han & Zhang.